# シヴィック・センター (マンハッタン)

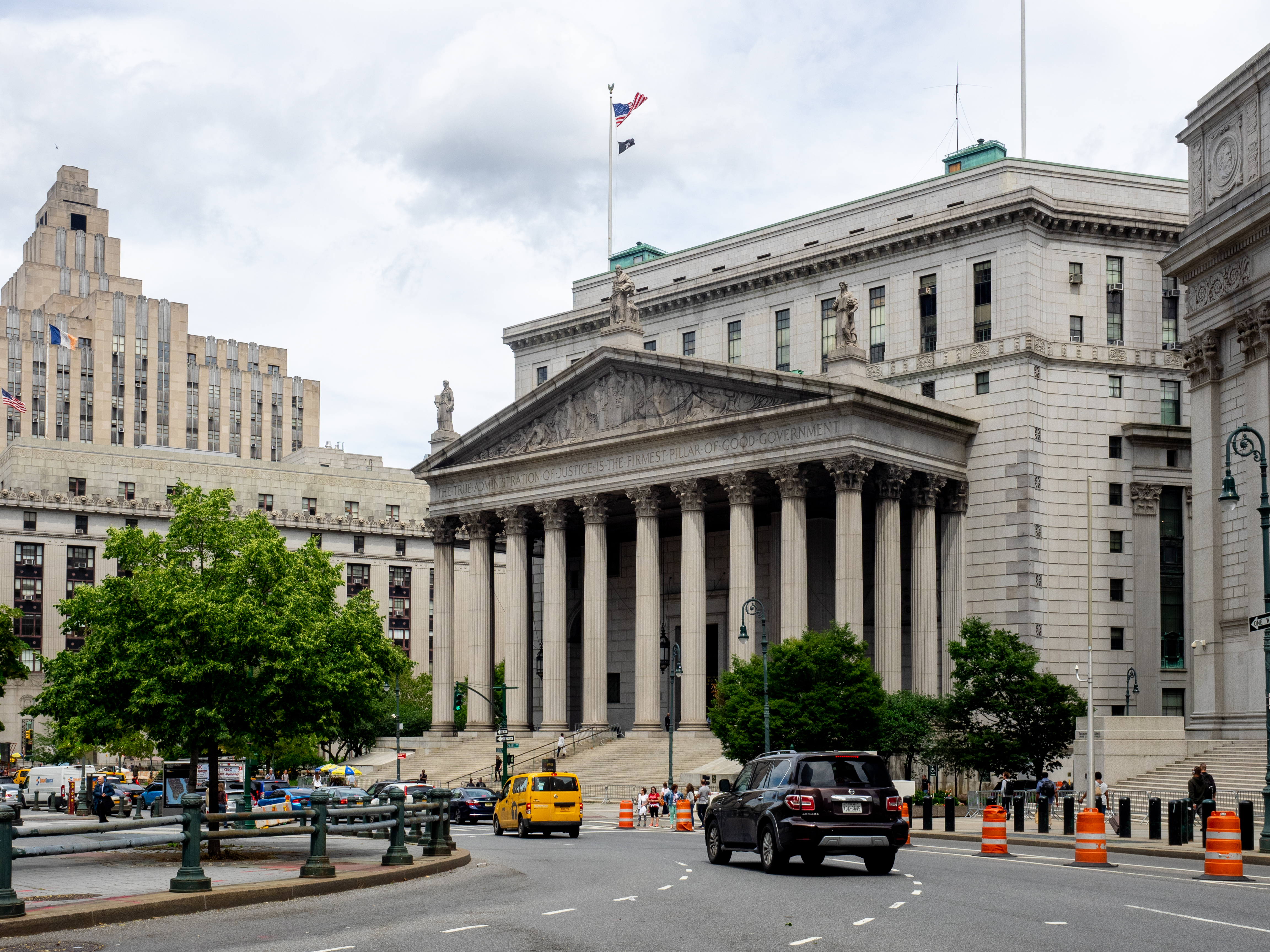
ニューヨーク郡裁判所

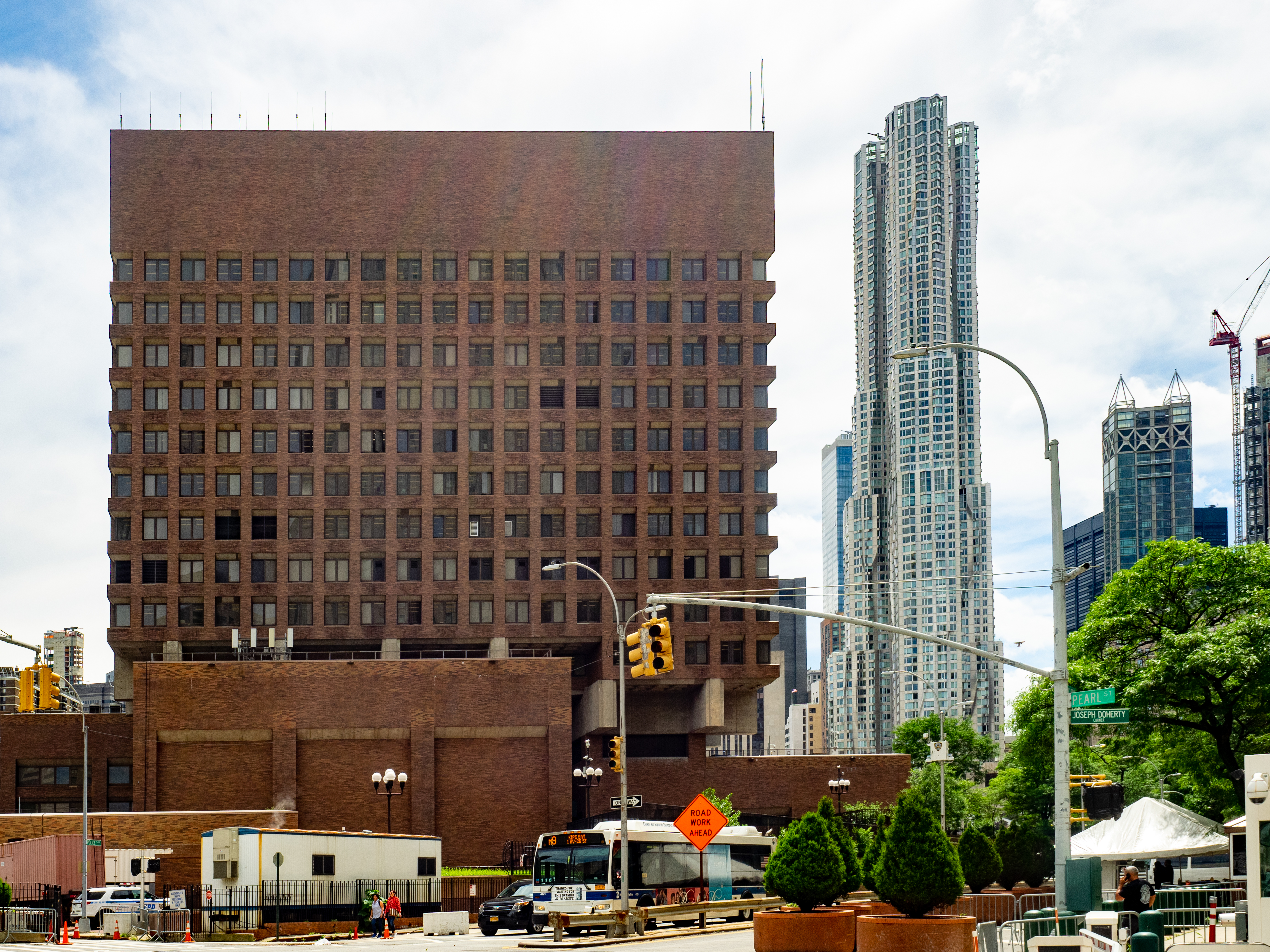
ニューヨーク市警察本部

シヴィック・センター（Civic Center）は、ニューヨーク市マンハッタン区ダウンタウンにある地区である。

## 概要
シヴィック・センターには、ニューヨーク市庁舎、ニューヨーク市警察本部、裁判所など行政機関が多く位置している。合衆国、ニューヨーク州、ニューヨーク市、そしてニューヨーク郡の裁判所はこの地区のフォーリー・スクエアの周囲に集まっている。パーク・ロウはかつては新聞社の集積地であり、ニュースペーパー・ロウ (Newspaper Row) と呼ばれていた。この地区の範囲はおよそ、南北に10ブロック、東西に5ブロックであり、他のマンハッタンの地区と比べると住民の人口密度は低く、他の地区の平均人口は35,000人であるのに対し、シヴィック・センターの人口は約20,000人である。この地区の西端はブロードウェイ、北端はチャイナタウン、東端はイースト川およびブルックリン橋、そして南端はフィナンシャル・ディストリクトである。この地区では、行政機関の活動が主だが、企業活動や娯楽活動も行われている。

## 歴史
元々、シヴィック・センターの地域はレナペ族が利用していた。この地域はイースト川やハドソン川が近く、田園に適していた。沼地が多く、現在のフォーリー・スクエアの辺りには初期の定住者たちが“The Collect”または“コレクト池“ (en) と呼んだ大きな池があった。この辺りは低地となっていたため、この辺りの氾濫時にはインディアンたちはイースト川からコレクト池を通りハドソン川まで舟で通過することができた。
1609年に、イギリス人探検家でオランダに雇われていたヘンリー・ハドソンがこの地域に到達し、この領土のオランダへの所有を宣言した。その植民地は成長を続け、この辺りは農場が拡大していった。さらに多くの労働者が必要となったため、オランダ西インド会社は1625年に奴隷をこの植民地に輸入することを決定した。シヴィック・センターの地域は共有地（コモンズ）となっており、最初の建物はJan de WitとDenys Hartogveldtによって1663年に建てられた風車であった。翌年にこの植民地はニューヨークと名前が変わり、さらにその翌年には州章が制定された。農場は拡大を続け、奴隷労働者人口も増加していった。この奴隷たちは、シヴィック・センターの北部に墓地を建設した。奴隷たちは、死没者を夜の間に埋葬していたと言われている。これは違法であったが、彼らは同胞たちが丁重に葬られるようにと行っていた。奴隷の脱出の防止措置と人種差別から来る偏見によって、トリニティ教会は1697年に、この墓地を禁止していた。この法制は1773年まで続いた。
ニューヨーク市は拡大を続け、市制はより強力になっていった。地方政府は公的資金を用いて市の最初の公共施設を建設することを決めた。1735年、救貧院が、病人および貧困者の施設、拘置所、矯正院、および診療所として建設された。その後、New Goalと呼ばれる債務者の拘置所が建設された。 兵舎がコモンズの西端に建設された。
1811年には、現在まで使われているニューヨーク市庁舎が完成した。これは三代目のニューヨーク市庁舎ビルであり、それ以前は現在のフィナンシャル・ディストリクト内に位置していた。これ以降、この地区はニューヨーク市の行政の中心となり、その情報にいち早くアクセスするために、この周りには多くの新聞社がおかれニュースペーパー・ロウと呼ばれるようになった。この地域は、様々な運動や周回場所としても利用されてきた。
1914年、市庁舎の別館となるマンハッタン・ミュニシパル・ビルディングが完成した。